# 나르시시즘

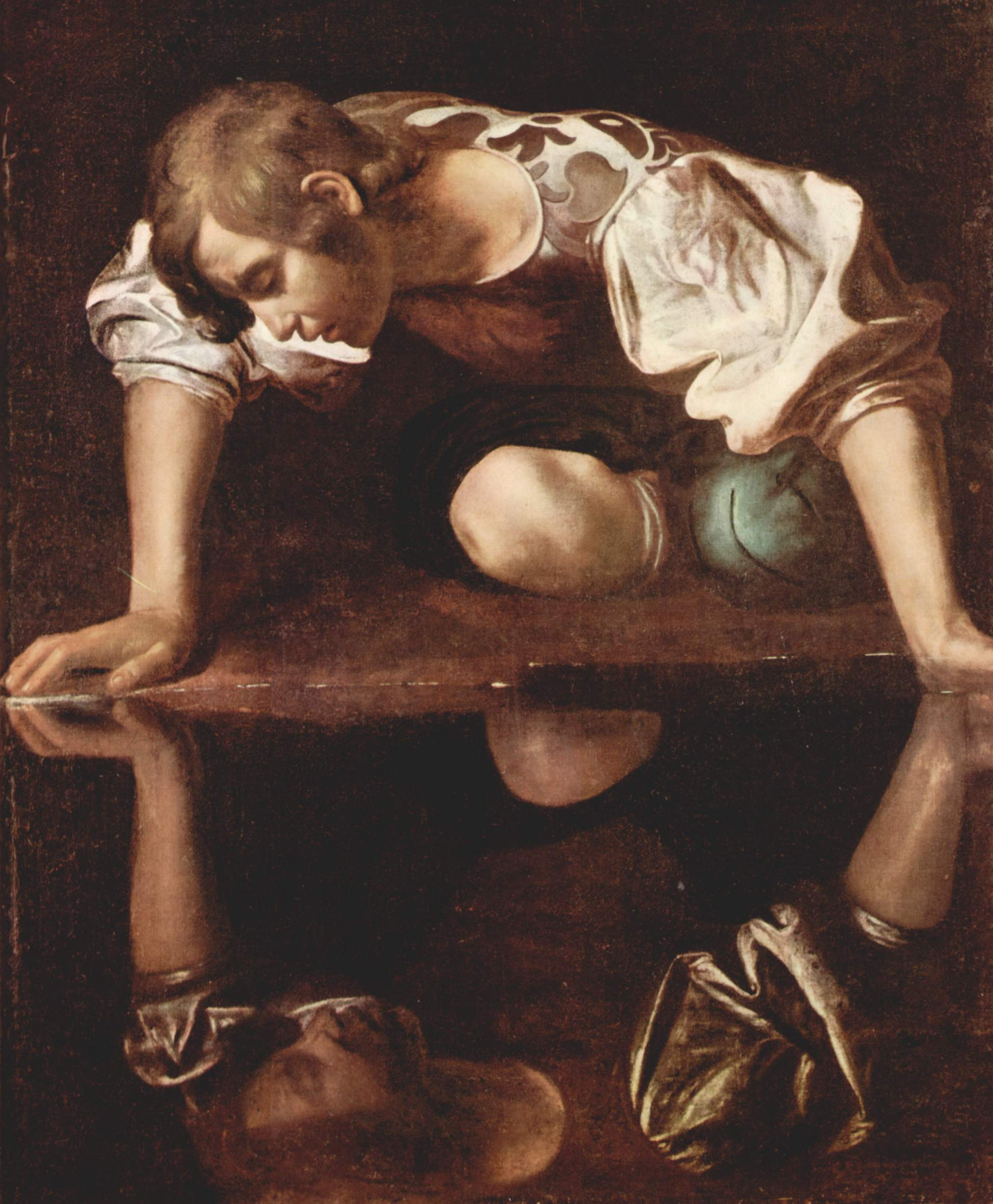
카라바조의 나르시스 (1597–99); 자신의 성찰과 사랑에 빠진 남자

나르시시즘(영어: narcissism) 또는 자기애(自己愛, self-love)는 정신분석학적 용어로, 자신의 외모, 능력과 같은 어떠한 이유를 들어 지나치게 자기 자신이 뛰어나다고 믿거나 아니면 사랑하는 자기 중심성 성격 또는 잘난체 하는 행동을 말한다. 자만심과도 유사하며, 리비도가 자기 자신을 향하여 발산되는 사랑으로, 이는 대부분 청소년들이 주체성을 형성하는 동안 거쳐가는 하나의 과정이지만 일단 발달한 후에 퇴행하여 이 시기를 재현하기도 한다. 정신분석학에서는 보통 인격적인 장애증상으로 본다. 자기의 신체에 대하여 성적 흥분을 느끼거나, 자신을 완벽한 사람으로 여기면서 환상 속에서 만족을 얻는다. 이 단어의 유래는 물에 비친 자신의 모습에 반해서 물에 빠져 죽었다는 그리스 신화에 나오는 나르키소스의 이름을 따서 독일의 네케가 만든 용어이다.

## 정의
정신분석에 따르면 유아기에는 본능이나 관심이 주로 자기 자신에게 쏠려 있다. 경우에 따라서는 청소년기까지 잡기도 한다. 정신분석학자인 프로이트는 이 상태를 1차적 나르시시즘이라고 했다. 나중에 자라면서 이런 본능이나 관심, 애정 등은 자기 자신에서 어머니나 누이로, 또 이성으로 점차 확대된다.
그러나 자신이 애정을 쏟았던 타인과의 관계에 있어서 애정을 베풀기 어렵게 되거나 심각한 배신, 비난, 결별 등의 환경에 여러번 노출되어 상대를 사랑할 수 없게 될 때, 이들은 유아기나 청소년에 그랬던 것처럼 자기 자신을 사랑하게 된다.
나르시시즘은 자신의 이상화된 자아 이미지와 속성에 대한 허영심이나 이기적인 감탄으로부터 만족을 추구하는 것이다. 이 용어는 나르치스라는 젊은이가 물웅덩이에 비친 자신의 모습에 반한 그리스 신화에서 유래했다. 나르시시즘 또는 병적인 자기흡수는 1898년 해브록 엘리스에 의해 처음으로 발견되었고 이후 심리학 모델, 예를 들어 프로이트의 나르시시즘(1914)에 등장하였다. 미국 정신의학회는 1968년부터 정신 장애 진단 및 통계 매뉴얼(DSM)에 나르시시즘 성격 장애 분류를 열거하고 있으며, 이는 과대망상증의 역사적 개념을 다루고 있다.
나르시시즘은 자아중심주의 또는 이기주의와 자신에 대한 책임과 보살핌의 건강한 형태("일차적 자아도취")와는 구별된다. 나르시시즘은 자신과 타인과의 관계와 기능적 문화를 유지하는 것의 문제이다. 특성 성격 이론에서 그것은 Millon Clinical Multiaxial Inventory를 포함한 몇 가지 자기 보고 성격 인벤토리에 특징적이다. 그것은 세 가지 어두운 삼위일체 성격 특성 중 하나이다.

## 역사
나르시시즘이라는 용어는 그리스 청년 나르키소스(그리스어: άρκ n n n, Narkissos)에 대한 그리스 신화에서 유래되었는데, 오비드에 따르면, 님프 에코의 필사적인 발전을 거부했다고 한다. 이로 인해 나르치스는 물웅덩이에 비친 자신의 모습과 사랑에 빠지게 되었다. 사랑을 다 이루지 못한 나르치스는 시간마다 수영장에 넋을 잃고 누워 마침내 자신의 이름을 새긴 꽃으로 바뀌었다. 지나친 이기주의의 개념은 역사를 통해 인식되어 왔다. 고대 그리스에서 그 개념은 자만심으로 이해되었다. 나르시시즘이 심리적 용어로 정의된 것은 1800년대 후반부터이다.
- 1752년 장 자크 루소의 연극 나르시스(Narcisse)가 파리에서 공연됐다.[3]
- 1898년 영국의 심리학자 해브록 엘리스는 과도한 자위행위를 언급하며 나르시소스 유사(Narcissus-like)라는 용어를 사용했는데, 이는 그 자신의 성적 대상이 된다.
- 1899년, 폴 네케는 성적 변이를 연구하는 데 "나르시시즘"이라는 용어를 사용한 최초의 사람이다.[4]
- 1911년 오토 랭크(Otto Rank)는 나르시시즘과 관련된 최초의 정신분석 논문을 발표해 허영심과 자기 감탄에 연결시켰다.
- 지그문트 프로이트는 1914년에 나르시시즘에 대해 소개했다.[5]
- 1923년 마틴 버버는 에세이 "Ich und Du"(I and Thou)를 출간했는데, 이 에세이에서 우리의 나르시시즘은 종종 우리를 동등하게가 아닌 다른 대상과 관련되게 만든다고 지적했다.[6]

## 특징
- 자기 자신이 남보다 잘나거나 잘하는 점이 있으면 극도로 자신에 대한 과시와 자긍심에 넘쳐난다. 그러나 남보다 열등하거나 뒤쳐진 점이 있으면 지나치게 풀이 죽거나 자기비하를 한다. 따라서 협동이나 팀워크에 잘 적응하지 못하는 모습을 보인다.
- 타인의 처지나 입장을 고려하지 않고 자기 중심적으로 세상을 관찰, 타인을 재단하려는 모습을 보인다.

인생은 무대이고, 어떤 행위 위에 막이 내리면 끝장이 나고 잊혀진다. 그런 삶의 공허함은 상상을 초월한다. —Alexander Lowen
- 인격 변수로서의 자아도취의 4차원 - 리더십/권위, 우월성/오만성, 자기 흡수/자아 감탄, 착취/유능성[8]

수많은 연구들(Miller & Campbell, 2008; Russ, Shedler, Bradley, & Westen, 2008; Wink, 1991)은 나르시시즘을 거창한 나르시시즘과 취약한 나르시시즘으로 구분한다. 일반적으로 NPI를 사용하여 측정하는 개념은 DSM-IV와 연결되며, 자기 중요성, 자격, 공격성 및 지배와 관련된 특성을 반영하는 클러스터 B 성격 장애인 NPD와 관련된 변종이다. 취약한 자아도취는 방어적이고 연약한 웅장함을 반영하는데, 이것은 주로 불충분한 감정을 덮는 역할을 한다. 과민성, 방어성, 금단성으로 특징지어지는 취약한 자아도취증은 BPD와 강하게 연관되는데, BPD는 포기, 대인관계 및 정서 불안, 충동성, 만성적인 공허감, 자살 관념, 자기 변질 등이 특징이다. 병적 나르시시즘은 거창하고 취약한 나르시시즘이 동시에 나타나는 것으로, 이는 낮은 자존감, 공감능력 부족, 수치심, 대인관계의 괴로움, 공격성, 임상 및 비임상적 샘플 모두에서 기능하는 성격의 중대한 손상과 관련이 있다. 병리학적 자아도취 목록(PNI)에 의해 측정된 병리학적 자아도취는 반사회적, 경계선적, 자아도취적 인격장애를 포함하는 경계선에서 조직된 인격장애에 내재되어 있다. PNI 척도는 자살 행위, 자살 시도, 살인 착상 및 심리 치료 활용의 여러 측면과 중요한 연관성을 보여주었다. 취약한 자아도취증과 거창한 자아도취증의 현상학적, 경험적 구별에도 불구하고, 거창한 자아도취증 역시 취약함을 가지고 있다는 것을 암시하기 위해 직접적 또는 간접적 자아 위협을 인용한 연구의 실험적 증거가 있다.

### 자아도취성 인격장애
주요 기사: Narcissistic personality disorder
자아도취적 성격장애는 일반 인구의 1%에 영향을 미친다. 대부분의 개인들이 일부 자아도취적인 특성을 가지고 있지만, 높은 수준의 자아도취는 개인이 자신의 능력을 과대평가하고 칭찬과 확언에 대한 지나친 필요성을 갖는 나르시시즘적 인격장애(NPD)로서 병적인 형태로 나타날 수 있다. NPD는 DSM-5에서 개정되었다. 인격 장애에 대한 차원(인성 특성 기반)적 관점을 향한 일반적인 움직임이 있었다. 일부 자아도취자들은 감정을 느끼는 능력이 제한적일 수 있다.

#### 치료 및 관리
Cochrane 협회는 자아도취성 인격 장애(NPD)에 대한 심리 및 의학 치료를 위한 증거에 대해 두 가지 검토를 의뢰했다.두 경우 모두 1년 넘게 아무런 진전이 없자 치료를 중단했다.NPD에 대한 명확한 치료 전략은 없다. 다른 인격 장애의 치료에 효과적인 치료법이 NPD에게 일반화되지 않는다는 증거가 있다.

#### 정상 개발 내 필수 요소
Karen Horney는 나르시시즘적인 성격을 어떤 초기 환경에 의해 형성된 기질적 특성으로 보았다. 그는 자아도취적인 성향이 인간 본성에 내재된 것이라 보지 않았다.
정상적이거나 건강한 나르시시즘은 성숙한 자존감과 기본적인 자존감에 필수적이다.크레이그 말킨 박사는 건강한 나르시시즘 부족을 나르시스의 신화에 나오는 님프 에코에게 영감을 받아 "echoism"라 부른다.
프로이트는 나르시시즘이란, 개인이 사랑의 대상을 발전시키는 독창적인 상태라 말한다. 그는 건강한 자아도취가 정상적인 발달에 필수적이라 주장했다. 프로이트에 따르면, 아이에 대한 부모의 사랑과 태도는 스스로의 나르시시즘을 회복하고 재현하는 것으로 볼 수 있다. 그 아이는 생각의 전능성을 가지고 있다.  부모는 그 감정을 자극한다. 왜냐하면 아이에게서 자신이 결코 도달하지 못한 것을 보기 때문이다. 중립적인 관찰자에 비해 부모들은 자녀의 자질을 과대평가하는 경향이 있다. 부모가 극과 극의 상반된 스타일로 행동하고 부모의 기분에 따라 아이가 거부당하거나 모순되게 강화될 때 아이의 자기 욕구가 충족되지 않는다.
프로이트는 개인의 능동-이기주의 및 수동-합리주의 성향의 자연적 발달에서 전자를 나르시시즘, 그리고 트레버 페더슨이 후자를 에코이즘이라 지칭한 것을 대조했다.
이곳은 두 가지 발언을 할 장소이다. 첫째, 자아도취와 자아도취의 개념을 어떻게 구별해야 할까? 자기도취는 이기주의를 보완하는 역할을 한다고 생각한다. 우리가 이기주의에 대해 말할 때, 우리는 오직 개인의 장점만을 가지고 있다; 우리가 나르시시시즘에 대해 말할 때 우리는 또한 그의 자유주의적 만족을 고려하고 있다. 실질적인 동기로서 그 둘은 상당히 먼 거리를 두고 따로 추적할 수 있다. 개체와 관련된 자유적 만족이 자아의 니즈의 일부를 형성한다는 점에서, 완전히 이기적이면서도 강력한 개체-캐섹스를 유지할 수 있다. 그 경우에, 이기주의는 대상을 위해 노력하는 것이 자아를 손상시키지 않는다는 것을 보게 될 것이다. 이기적일 수 있고 동시에 지나치게 자아도취적일 수 있다. 즉, 직접적인 성적 만족의 목적을 위해서든 아니면 성적 욕구로부터 파생된 높은 열망과 관련되든, 우리가 때때로 '관능성'과 대조되는 습관에 있는 물체에 대한 필요를 거의 갖지 않을 수 있다. '사랑'이라는 이름으로 이 모든 연결에서 이기주의는 자명하고 지속적인 것이고 반면에 자아도취는 가변적인 요소이다. 이기주의와 반대되는 이타주의는 개념으로서 자유주의적 객체-카데시즘과 일치하지는 않지만 성적 만족에 대한 열망이 없어 그것과 구별된다. 그러나 누군가가 완전히 사랑에 빠졌을 때, 이타주의는 자유주의적인 객체-카데시즘과 융합된다. 원칙적으로 성적 대상은 자아의 자아도취의 일부를 자신에게 끌어당기고, 이는 대상의 '성적 과대평가'로 알려진 것으로 눈에 띄게 된다. 만약 또한 성적 대상에 이기주의의 이타적인 전개가 있다면, 그 대상은 매우 강력해진다. 그것이 그랬던 것처럼, 자아를 흡수했다.— (Freud, Inditiative Classes (1919, 페이지 417–18)

나르시시즘에 빠진 자아도취자가 사랑을 포기할 수 있는 지점에서, 이타주의자는 에코이즘에서 경쟁, 즉 "의지"를 포기할 수 있다. 개인은 우선 권위나 사랑의 인물과의 융합과 모순되지 않은 관계를 가지고 있는데, 이는 이기적이거나 이타적인 추진력으로 특징지어진다. 둘째로, 개인은 양면적이고 자아도취적인 또는 반향적인 관계의 반복으로 이어지는 권위나 사랑으로부터 벗어나는 것으로 움직일 수 있다. 세 번째 움직임에서, 개인은 에코이스트에게 사랑을 돌려주지 않았던 죽거나 없는 부모의 모습, 또는 나르시시시즘에서 완벽하고 거창한 부모의 모습이 된다. 이기주의와 나르시시즘은 권력과 열등감/우위의 역학에 관계하는 반면, 페더슨은 이타주의와 반향주의는 소속과 포함/배제의 역학에 관계한다고 주장한다. 페더슨은 두 가지 유형의 에코이스트가 있는데, 이는 "주체 이타주의자"와 "객체 이타주의자"이다. 전자는 타인의 소속에 관심을 갖고 그들을 사랑하며, 후자는 그들 자신의 소속과 사랑을 받는다. 이타주의자는 자기계발적이고 쾌락주의적이며, 다른 사람들이 내부자가 될 수 있도록 돕거나 내부자의 순종적인 조력자가 되려는 자신의 욕구를 희생한다. 이타주의자는 사교적이고, 사교적이며, 흥미로워지기를 원하는데, 이는 외부인이 되고 싶지 않거나 내부인으로서 독특해지기를 원하는 것에 바탕을 두고 있다. 두 유형의 에코이스트들은 복종하는 것, 거절하는 것, 그리고 갈등을 피하는 것에 관한 문제들을 보여준다.

#### 병리학적 조건과 관련하여
프로이트의 나르시시시즘에 대한 생각은 다른 사람을 이용할 수 없게 만드는 동시에 타인을 사랑할 수 없는 무능력, 공감의 부족, 공허함, 권력에 대한 끊임없는 욕구 등에서 드러나는 병리학을 묘사했다.
건강한 나르시시즘은 인간을 질병으로부터 보호하는 "자신의 사랑"이라는 강한 느낌과 관련이 있다. 그러나 결국, 개인은 다른 사람을 사랑해야 한다. "병들지 않는 것을 사랑하는 대상". 개인이 그 대상을 사랑할 수 없을 때 생기는 좌절감의 결과로 병이 된다. 자아도취적 인격 장애와 같은 병적인 자아도취에서, 그 사람의 성욕은 세계의 물체에서 떨어져 나와 과대망상증을 일으킨다. 임상 이론가 컨버그, 코후트, 시어도어 밀론은 모두 병적인 나르시시즘이 무정하고 일관성 없는 유아기 상호작용에 대한 반응으로 가능한 결과로 보았다. 그들은 나르시시스트들이 성인 관계에서 보상하려고 노력하자고 제안했다. 나르시시시즘의 병리학적 조건은 프로이트가 제안한 바와 같이 건강한 나르시시시즘의 확대, 극단적인 표현이다.
건강한 나르시시시즘은 좋은 심리적 건강과 상관관계가 있다고 제안되어 왔다. 자존감은 자아도취와 심리적 건강 사이에서 중재자로 작용한다. 그러므로, 역량과 호감도에 대한 자아 인식에서 파생된 높은 자존감 때문에, 높은 자아도취자들은 상대적으로 걱정과 우울함이 없다.
다른 연구원들은 건강한 자아도취가 '좋다' 혹은 '나쁘다'고 판단할 수 없지만, 측정되는 맥락과 결과에 달려 있다고 제안했다. 사회적 관계를 시작하는 것과 같은 특정한 사회적 맥락과 자신에 대해 좋은 감정을 느끼는 것과 같은 특정한 결과 변수와 함께, 건강한 자아도취가 도움이 될 수 있다. 장기적인 관계를 유지하는 것과 같은 다른 맥락과 정확한 자기 지식, 건강한 자아도취와 같은 결과 변수와 함께 하는 것은 도움이 되지 않을 수 있다.

### 일반적으로 사용되는 조치

#### 자아도취적 성격 목록
주요기사: Narcissistic Personality Inventory
나르시시즘 성격 목록(NPI)은 사회 심리 연구에서 나르시시시즘의 가장 널리 사용되는 척도이다. NPI의 여러 버전이 문헌에서 제안되었지만, 40개 항목 강제 선택 버전(Raskin & Terry, 1988년)은 현재 연구에서 가장 일반적으로 사용되는 버전이다. 또 다른 짧은 버전인 16개 항목 버전 NPI-16(Ames, Rose & Anderson, 2013)도 존재한다. NPI는 일반 모집단에서 이러한 특징을 측정하도록 설계되었지만, 자아도취성 인격 장애(NPD)에 대한 DSM-III 임상 기준에 기초한다. 따라서, NPI는 종종 "정상" 또는 "하위 임상" 자아도취(경계선)를 측정한다고 한다(즉, NPI에서 매우 높은 점수를 받은 사람들에서는 NPD의 진단 기준을 반드시 충족하지는 않는다). 

#### 밀론의 임상 다축성 이론
주요 기사: Millon Clinical Multiaxial Inventory
MMI(Millon Clinical Multiaxial Inventory)는 시어도어 밀론이 개발한 진단 테스트이다. MCMI에는 나르시시즘에 대한 척도가 포함되어 있다. NPI와 MCMI는 다음 공식과 연관이 있는 것으로 확인되었다. r(146) = 0.55, p < 0.001. MCMI는 자아도취성 인격장애(NPD)를 측정하는 반면, NPI는 일반인에서 발생하는 자아도취성을 측정한다. 즉, NPI는 "정상적인" 나르시시즘을 측정한다. 즉, NPI에서 매우 높은 점수를 받은 대부분의 사람들은 NPD를 가지고 있지 않는다. 실제로 NPD를 측정했을 때 NPI는 예상대로 어떠한 나르시시즘의 영향도 받지 않는다.

### 경험적 연구
심리학에서는 나르시시시즘과 (1)임상심리학, (2)사회심리학에 대한 두 가지 주요 연구 분야가 있다.
이 두 가지 접근 방식은 나르시시즘에 대한 관점이 서로 다르며, 전자는 이를 장애로 취급하고, 후자는 이를 인격적 특성으로 취급하며, 따라서 연속체로 취급한다. 이 두 연구는 같은 것으로 분류되지만, 서로 다른 관계에 있는 경향이 있다.
캠벨과 포스터(2007)는 자아도취에 관한 문헌을 검토했다. 그들은 나르시시스트들이 다음과 같은 "기본적인 성분"을 가지고 있다고 주장한다.
- 긍정: 나르시시스트들은 그들이 다른 사람들보다 더 낫다고 생각한다.[31]
- 과장: 나르시시스트의 견해는 현실에 반하는 경향이 있다. 자기 보고서를 객관적인 측정과 비교하는 측정에서 나르시시스트의 자기관은 크게 과장되는 경향이 있다.[32]
- 대리: 나르시시스트의 견해는 교감영역에 비해 대리영역에서 가장 과장된 경향이 있다.[33][34]
- 특별함: 나르시시스트들은 그들 자신이 독특하고 특별한 사람이라고 생각한다.[35]
- 이기성: 자원 딜레마에서 나르시시스트의 행동에 대한 연구는 나르시시스트가 이기적인 것으로서의 사례를 뒷받침한다.[36]
- 성공 지향: 나르시시스트는 접근 지향적으로 행동함으로써 성공을 지향한다.[37]

나르시시스트들은 따뜻하고 자상한 대인관계에 대한 관심이 부족하다는 것을 보여주는 경향이 있다. 나르시시즘 문학과 관련하여 몇 가지 논란이 계속되고 있다 - 나르시시즘이 건강한지 건강하지 않은지, 성격 장애, 이산적이거나 지속적인 변수, 방어적이거나 공격적인지, 성별 간에 동일하게 나타나는지, 문화 전반에 걸쳐 동일한지, 변화하거나 변화할 수 없는지 등에 관해서.

캠벨과 포스터(2007)는 자기통제 전략이 나르시시즘을 이해하는 데 가장 중요하다고 주장한다. 자아도취자의 자기통제는 자신의 모습이 긍정적이고 특별하며 성공적이고 중요하다고 느끼도록 노력하는 것을 포함한다. 실패를 자책하기보다는 상황을 자책하는 등 심리적으로나, 관계를 이용해 자신을 위해 봉사하는 등 대인관계 형태로 모두 나온다. 나르시시스트와 비나르시시스트 사이의 자기 통제의 몇 가지 차이는 두 가지 실험을 통해 연구를 수행한 캠벨, 리드, 세디키데스 & 엘리엇(2000)에게서 볼 수 있다. 각 실험에서, 참가자들은 성과 과제에 참여했고, 그에 따라 거짓 피드백을 제공받았으며, 그것은 거짓 성공이거나 실패였다. 그 연구는 자아도취자와 비나르시시스트 둘 다 자기계발을 했지만, 비나르시시스트들은 그렇게 하는 데 있어 더 많은 유연성을 보인다는 것을 발견했다. 참가자는 비교 및 비교자가 향상 전략으로 측정되었다. 나르시시스트와 비나르시시스트 모두 비교적 전략을 비슷하게 사용했다. 그러나 나르시시스트는 비교 전략에 더 자기중심적이며 비나르시시스트보다 훨씬 더 많이 그것을 사용하는 것으로 밝혀져, 그들의 자기향상에 더 큰 경직성을 시사했다. 나르시시스트들이 자신을 위협하는 부정적인 피드백을 받을 때, 그들은 어떤 대가를 치르더라도 스스로를 강화하지만, 나르시시스트가 아닌 사람들은 한계가 있는 경향이 있었다.

소로코프스키 외 연구진(2015)은 나르시시시즘이 셀카형 사진을 SNS에 올리는 빈도와 관련이 있음을 보여줬다. 소로코프스키의 연구는 이러한 관계가 여성보다 남성들 사이에 더 강하다는 것을 보여주었다.
2020년 연구에 따르면 여성이 남성보다 취약한 자아도취에서 훨씬 높은 점수를 받았지만 거창한 자아도취에 대해서는 성별 차이가 발견되지 않았다.
연구는 평가절하된 사회 집단에 있는 것이 그 집단의 일부 구성원들에게 나르시시즘을 조장할 수 있다는 것을 보여준다. 개인들은 나르시시즘에 관여함으로써 자신의 낮은 사회적 지위를 보상받고자 한다. 이것은 또한 그들이 부정적인 것에 심리적으로 대처하는데 도움을 줄 수도 있다. 다른 사람에 의해 치료되지만, 그들이 자신에게 해로운 행동을 하게 할 수도 있다.

## 자기애적 공급
자기애적 공급(Narcissistic supply)은 1938년 오토 페니켈에 의해 정신분석 이론에 도입된 개념으로, 개인이 자신의 환경으로부터 이끌어낸 존경, 대인관계 유지 등을 묘사하기 위해 도입되었다. 이 용어는 일반적으로 다른 사람들의 감정, 의견, 호감도를 고려하지 않고, 의존하는 사람들에 대한 관심이나 동경의 과도한 필요성을 묘사할 때 부정적인 의미로 사용된다.

## 자기애 분노와 자기애 손상
주요 기사: 자기애 분노와 자기애 손상
자기애 분노는 자기애 손상에 대한 반응으로, 자기애자의 자존심이나 자존감에 위협이라고 인식될 때 나타나는 분노이다. 자기애 손상은 1920년대에 지그문트 프로이트에 의해 사용된 용어다.
자기애적 분노라는 용어는 1972년 하인츠 코헛에 의해 만들어졌다. 자기애적 분노는 비교적 가벼운 초조함, 당혹부터 폭력적인 공격을 비롯한 격렬한 감정 폭발까지 이르기까지 연속하여 일어난다.
자기애적 분노 반응은 인격 장애에만 국한되지 않고 조현병, 편집증적 망상 또는 주요 우울 장애에서도 볼 수 있다.

## 자기애적 방어
주요 기사: 자기애 방어
자기애적 방어는 자아의 이상적인 모습은 보호하고, 그 한계는 인정하지 않는 과정이다. 이들은 대체로 엄격하고 전체주의적인 경향이 있으며, 의식적이든 무의식적이든 자주 수치심과 죄책감에 휩싸인다.

## 자기애적 학대
자기애적 학대는 원래 부모의 존경에 대한 요구에 부응하기 위해 아이가 자신의 욕구와 감정을 포기하도록 요구하는, 자기애자 부모에 의한 아동에 대한 특정한 형태의 정서적 학대로 정의되었다. 이 용어는 20세기 후반에 앨리스 밀러와 다른 네오프로이디안들의 작품들에 등장했고, 정신분석은 거부하였다.
자기계발 문화는 어린 시절 자아도취적인 육아에 의해 학대받은 사람이 성년에 성체 의존 문제와 씨름할 가능성이 있다고 가정한다. 자기애자와 관계를 맺었거나 맺고 있는 성인은 정상적인 관계를 구성하는 것이 무엇인지 알기 어려워 할 가능성이 있다.
최근 몇 년 동안 이 용어는 성인 대 성인 관계를 포함한 자아도취자에 의한 학대를 지칭하기 위해 더 광범위하게 적용되었다.

## 종류

### 매스터슨의 하위 유형[51]
1993년 제임스 F. 마스터슨은 병리학적 자아도취에 대한 두 가지 범주, 과시적 자아도취 그리고 옷장(폐쇄적) 자아도취를 제안했다. 둘 다 일반적으로 엄마가 제공하는 심리적인 양육의 질에 결함이 있기 때문에 나이와 단계에 맞도록 자신을 적절하게 발달시키지 못한다. 과시적 자아도취자는 DSM-IV에 기술된 것으로, 여러 가지 중요한 면에서 옷장 자아도취자와 다르다. 옷장 자아도취자는 내면의 공허함에 대한 더 큰 자각과 부적절한 자기 인식을 가진 것으로 묘사될 가능성이 더 높다. 과시적 자아도취자는 내면의 공허함에 대한 의식적인 인식이 없는 부풀리고 거창한 자기 인식을 가지고 있는 것으로 묘사될 것이다. 그런 사람은 이러한 상태가 정상적이고, 다른 사람들도 그와 같다고 생각할 것이다. 옷장 자아도취자는 다른 사람들로부터 지속적인 승인을 구하고 다른 사람들을 기쁘게 할 필요에서 경계선과 비슷하게 보인다. 과시적 자아도취자는 항상 다른 사람들로부터 완벽한 동경을 추구한다.

### 밀론의 변종
1996년 시어도어 밀론(Theodore Millon)은 자아도취자의 네 가지 변종을 확인했다. 모든 개인 자아도취자는 이에 해당되지 않을 수 있다:
- 무원칙한 자아도취자: 반사회적 특징을 포함한다. 사기를 치거나 착취적이며, 도덕적이지 않고 불충분하며, 기만적이고 양심적이지 않은 사람이다.
- 관능적인 자아도취자: 과장적 모방의 특징을 포함한다. 에로틱하고 애타게 하며, 유혹적이고, 영리하고, 능글맞고, 병적인 거짓말을 한다.
- 보상적인 자아도취자: 부정적(소극적-공격적), 회피적 특징을 포함한다. 훌륭하고 탁월하며 주목할 만큼 우월하다는 환상을 불러일으킨다.
- 엘리트 자아도취자: 빌헬름 라이히의 "남근자기애적” 성격 타입에 해당하는 순수한 패턴의 변종이다.

### 기타 형식

#### 획득된 상황적 나르시시즘
후천적 상황 나르시시즘(ASN)는 부, 명성 그리고 유명인의 다른 속임수에 의해 야기되는, 사춘기 후반이나 성인기에 발달하는 자기애의 한 형태이다. 이것은 코넬 대학교 웨일코넬 의과대학의 정신의학과 교수인 로버트 B 밀먼(Robert Millman)에 의해 만들어졌다. ASN은 어린 시절 이후 발달하고 유명인에 집착하는 사회에 의해 촉발되고 지원된다는 점에서 기존의 나르시시즘과 다르다. 팬들, 조수들 그리고 타블로이드 매체들은 모두 그 사람이 다른 사람들보다 훨씬 더 중요하다는 생각에 빠져들며, 단지 경향일 수도 있고 잠재되어 있을 수도 있는 자아도취적인 문제를 유발시키고 그것이 완전한 인격장애가 되도록 돕는다. 밀먼은 연예인들에게 일어나는 일은 사람들이 자신을 바라보는 것에 너무 익숙해져서 다른 사람들을 돌아보는 것을 멈추게 되는 것이라고 말한다. 사회 규범, 통제력, 그리고 삶이 정말 어떤지 말해주는 사람들의 부족은 또한 이 사람들을 그들이 취약하다고 믿게 만든다. 따라서 ASN을 가진 사람은 불안정한 관계, 물질 남용, 변덕스러운 행동으로 고통 받을 수 있다. ASN과 함께 유명한 가상의 인물은 <선셋 대로(Sunset Boulevard)>의 주인공인 노마 데스몬드이다.

#### 상호의존성
주요 기사: 상호의존성
상호의존은 한 사람의 관계와 삶의 질에 부정적인 영향을 주는 지나치게 수동적이거나 주의 깊게 행동하는 경향이다. 자아도취자는 종속성을 위해 당연히 끌어들이는 사람으로 간주된다. 공감대는 자아도취자의 상호의존자를 "공동 자아도취자”로 식별한다.

#### 집단적 나르시시즘
주요 기사: 집단적 나르시시즘(Collective narcissism)
집단적 나르시시즘은 개인이 자신의 집단에서 부풀려진 자기애를 갖는 자아도취 유형이다. 나르시시즘의 고전적인 정의는 개인에 초점을 맞추고 있지만, 집단적 나르시시즘은 집단에 대해 비슷한 지나치게 높은 의견을 가질 수 있고. 집단이 나르시시즘 실체로 기능할 수 있다고 주장한다. 집단적 나르시시즘은 민족 중심주의와 관련이 있는데, 집단적 나르시시즘은 단순한 문화와 민족을 넘어 모든 유형의 집단으로 확장되는 반면에, 민족 중심주의는 민족적 또는 문화적 수준에서 자기 중심주의에 초점을 맞춘다.

#### 대화 나르시시즘
대화 나르시시즘은 사회학자 찰스 더버가 그의 저서 '관심의 추구: 일상 속의 힘과 자아’에서 사용된 용어이다. 더버는 미국의 사회적 지원 시스템이 상대적으로 약하고, 이것이 사람들의 관심을 얻기 위해 힘차게 경쟁하게 만든다고 관찰했다. 사회적 상황에서, 그들은 다른 사람들을 멀리하고 그들 자신을 향해 대화를 조종하는 경향이 있다. 그는 "대화 나르시시즘은 미국 내 지배적인 관심을 끄는 심리학의 핵심적 표현"이라고 썼다. 이것은 친구, 가족, 동료들 간의 비공식적인 대화에서 일어난다. 경청에 대한 대중문학의 보급과 끊임없이 자기 이야기를 하는 사람들을 관리하는 에티켓이 일상 속에서 만연함을 말해준다. 더버가 말하는 '대화 나르시시즘’은 자기중심적이라고 평가받는 것에 예민하기 때문에 노골적이기보다는 미묘하게 일어나는 경우가 많다. 더버는 다음과 같은 두 개의 가상 대화에서와 같이 "이동-응답"과 "지원-응답"을 구별한다.
존: 난 정말 배고파.
메리: 아, 나는 방금 먹었어. (이동-응답)
존: 난 정말 배고파.

메리: 마지막으로 밥 먹은 게 언제야? (지원-응답)

#### 문화적 나르시시즘
'나르시시즘의 문화'에서 크리스토퍼 라쉬는 나르시시즘 문화를 모든 활동과 관계가 부의 상징을 획득하려는 쾌락주의적 필요성에 의해 정의되는 문화로 정의하며, 이것은 엄격하면서도 은밀한 사회 위계질서의 유일한 표현이 된다. 이는 자유주의가 소비사회에 봉사하는 한에만 존재하고 예술, 성, 종교마저 해방력을 잃는 문화다. 그런 경쟁이 끊이지 않는 사회에서는 동맹도 없고, 투명성도 거의 없다. 사회적 상징물 획득에 대한 위협은 너무 많고 다양하며 자주 이해할 수 없기 때문에, 경쟁력은 물론 방어도 삶의 방식이 된다. 커뮤니티의 진정한 감각은 커뮤니티의 감각을 합성하기 위해 노력하지만 성공하지 못하는 가상의 등가물로 대체되기 위해 훼손된다.

#### 파괴적 나르시시즘
파괴적 나르시시시즘은 병적인 나르시시시즘과 관련이 있지만 병적인 나르시시즘보다 특성이 적은 수많은 강렬한 특징을 끊임없이 보여주는 것이다. 연애에서 파괴적 나르시시즘이 나타나는 경우 파트너는 심리적으로 고통 받는다.

#### 악성 나르시시즘
악성 나르시시즘(Malignant narcissism)은 1964년 에리히 프롬이 쓴 책에서 처음 만들어진 용어이다. 악성 자아도취자는 시간이 지남에 따라 성취로부터 더 높은 수준의 심리적 만족을 얻는다는 점에서 나르시시즘 인격장애를 겪는 것과는 다르다. 악성 자아도취자가 이러한 심리적 만족에 더 많이 관여하게 되기 때문에 올바른 조건의 맥락에서 자아도취자는 반사회적, 편집증적, 정신 분열성 인격 장애를 일으키기 쉽다. 악성이라는 용어는 자아도취자라는 용어에 첨가되어 이 장애를 가진 개인이 심각한 형태의 나르시시즘 장애를 가지고 있다는 것을 나타내는데, 이는 컨버그와 동료들에 따르면 편집증, 정신병증(반사회적 행동), 공격성, 사디즘의 특징으로도 여겨진다.

#### 의학적 나르시시즘
의학 나르시시즘(Medical Narcissism)은 존 반자가 그의 저서 '의학적 오류와 의학적 나르시시즘'에서 만든 용어이다. 반자는 "의학적 자아도취증”을, 환자들에게 의학적 오류를 폭로하는 것에 타협을 원하는 그들의 자존감을 보존하기 위한 건강 전문가의 필요성으로 정의한다. 책에서 그는 의료 오류의 심리적, 윤리적, 법적 영향과 지속적으로 의료 오류의 능력을 주장해야 하는 필요성이 그렇지 않으면 능력 있는, 심지어 예외적인 전문직 종사자들이 나르시시즘의 함정에 빠질 수 있는 정도를 탐구한다. 그는 다음과 같이 주장한다.
대부분의 건강 전문가들(실제로, 어떤 병에든 종사하는 대부분의 전문가들)은 스스로 권위, 통제, 지식, 역량 및 존경심을 구축하는 일을 한다. 즉, 어리석거나 무능하게 보일까 봐 두려워하는 우리 또한 모두 자아도취자이다.

#### 직장 내 나르시시즘
성격 특성으로서 나르시시즘은 일반적으로 직장에서의 몇몇 행동 유형과 관련이 있다. 예를 들어, 나르시시즘 목록에 다수 해당되는 개개인들은 생산적이지 않은 업무 행동(CWB, 조직이나 직장 내 다른 사람들에게 피해를 주는 행동)에 관여할 가능성이 더 높다. 또한 더 공격적인 (그리고 역효과를 내는) 행동을 할 수 있지만, 그들은 주로 자존감이 위협받을 때 그렇게 행동한다. 따라서 자아도취적인 직원들은 위협을 느낄 때 CWB에 참여할 가능성이 더 높다. 나르시시즘이 심한 사람들은 취약한 자존감을 가지고 있고 쉽게 위협을 받는다. 한 연구는 자아도취가 높은 직원들이 낮은 사람들보다 직장 내 다른 사람들의 행동을 위협적으로 인식하는 경향이 더 높다는 것을 발견했다.
자아도취적인 관리자는 두가지 자아도취적 공급원을 갖게 된다: 무생물-회사 자동차, 회사에서 발행한 스마트폰 또는 명망있는 사무실과 같은 높은 지위의 상징 혹은 생물–동료와 부하 직원의 아첨과 관심. 팀원들은 적절한 경계를 유지하기 위해 매우 조심하지 않는 한, 매일 오는 팀 입사 지원들이 그들을 영구적인 공급원으로 빠르게 변화시킨다는 것을 발견할지도 모른다. 이러한 공급망을 보호해야 하는 필요성은 나르시시즘 경영자들이 객관적인 결정을 내리는 것을 방해할 것이다. 반면 장기 전략은 관리자 스스로 주의를 끌 수 있는 가능성에 따라 평가될 것이다. 조직 심리학자인 앨런 다운스는 1997년에 기업의 나르시시즘을 설명하는 책을 썼다. 그는 알 던랩과 로버트 앨런과 같은 유명 기업 리더들을 탐구하는데, 그는 말 그대로 그들의 마음속에 오직 한 가지만을 가지고 있다고 말한다. 바로 ‘이윤’이다. 다운스에 따르면, 이러한 좁은 초점이 실제로 긍정적인 단기적 이익을 창출할 수도 있지만, 궁극적으로는 직원 개개인은 물론 회사 전체의 발목을 잡는다. 대안적 사고가 제안되고 있으며, 현재 이러한 옵션을 활용하는 일부 기업이 검토되고 있다. 다운스의 이론은 빅터 힐이 그의 저서 "오스트레일리아 회계법인의 기업 나르시시즘"에서 제시한 이론과 관련이 있다.

#### 원시적 나르시시즘
정신과 의사 에른스트 지멜(Ernst Simmel)은 1944년에 원시적 나르시시즘을 처음으로 정의했다. 지멜의 기본 논지는 가장 원시적인 경구 발달 단계는 구강 발달이 아니라 위장 발달 단계라는 것이다. 입과 항문은 단지 이 유기 영역의 말단 부분으로 간주될 뿐이다. 지멜은 태아의 심리적 상태를 "초기적 나르시시즘”이라고 부른다. 이것은 이드와 동일한 자아 형성 전의 식물 단계이다. 이 단계에서는 무의식 속에서 나타나는 완전한 본능적 휴식이 있다. 자기 보존 본능의 대표자인 위장 영역의 포화상태는 병적인 조건 하에서 본능의 목표가 될 수 있는 이 완전한 본능적 안정을 되살릴 수 있다. 버나드 스티글러는 그의 책 '액션 아웃'에서 소비자 자본주의는 사실상 그가 말하는 소위 원시적 나르시시즘을 파괴하는 것이며, 그렇지 않으면 다른 사람들에게 사랑을 확대하는 것이 불가능하다고 주장한다. 다른 말로 하자면, 그는 태아로서 그리고 태아의 생후 며칠 동안 다른 사람들이 자기 자신 외에 존재한다는 것을 알게 되기 전에 유아의 자연 상태를 언급하고 있으며, 따라서 그들이 실제 나르시시즘과 관련이 있는 것이 아니라 감정을 가진 인간이라는 것을 인지할 수 없을 것이다.

#### 성적 나르시시즘
성적 나르시시즘은 성적 능력과 성적 자격에 대한 부풀려진 감각을 수반하는 자기중심적인 성적 행동 패턴으로 묘사되어 왔다. 또한, 성적 나르시시즘(성적 자아도취)은 자신의 거울 이미지와 성적으로 결합하고 싶은 욕망을 통해 뛰어난 연인으로서의 자신에 대한 에로틱한 집착이다. 성적 나르시시즘은 낮은 자존감과 진정한 친밀감을 경험하지 못하는 것을 과잉 보상하기 위해 일반적으로 외도의 형태로 성적 착취가 추구되는 친밀감 장애이다. 이러한 행동 양식은 여성보다 남성에게 더 흔하다고 여겨지며 남성에게는 가정 폭력, 부부에게는 성적 강요와 결부되어 왔다. 헐버트는 섹스는 타고난 생물학적인 것이기 때문에 중독으로 간주될 수 없다고 주장한다. 그와 그의 동료들은 어떤 성적 중독도 실제로 성적 자아도취나 성적 강박에 대한 오명에 지나지 않는다고 주장한다. 헐버트가 주로 남성에게서 성적 자아도취에 대해 쓴 반면, 숄네울프(2013)는 지나치게 자부심이 강해지고 남성성이나 여성성에 집착해 성적 결핍의 감정을 보상하는 남녀 모두에게 일어나는 이른바 '성적 자아도취'에 대해 설명한다.

#### 연애에서 나르시시즘
연애에서 나르시시즘은 정서적인 착취 형태로 나타날 수 있다. 그들은 연애 초반 적극적이며 상대의 감정을 고려하기 보다 자신이 수용되는 것에 더 큰 목적을 둔다. 하지만 상대가 자신에게 완전하게 속했거나 자신이 수용되었다고 느끼면 그 즉시 감정을 철회한다. 운명처럼 느끼게 만들어 줬던 나르시시스트 파트너가 갑자기 감정을 철회하고 냉정하게 행동하니 파트너는 상대의 마음을 예전과 같이 돌리려 애쓰지만 이는 목적을 이룬 대상이기 때문에 감정을 돌릴 수 없다. 파트너가 상대에게 애착을 포기하거나 감정적으로 내려놓으면 일시적으로 관계를 유지하기 위해 잘하는 행동은 하지만 그 때 뿐이다.

## 문화, 사회에서의 나르시시즘
최근의 문화적 비판에 따르면, 나르치소스는 우리 시대의 신화로서 오이디푸스를 대체했다. 나르시시즘은 이제 격렬한 혁명을 동반한 불운한 로맨스부터 최첨단 제품의 매혹적인 대량 소비, 그리고 '부유하고 유명한 사람들의 생활 방식'에 이르기까지 모든 것의 근원에 있는 것으로 보인다. -Jessica Benjamin (2000), "The Oedipal Riddle," 233페이지
일부 비평가들은 대중 문화가 최근 수십 년 동안 더 자아도취적으로 변했다고 주장한다. 이 주장은 일부 연예인들이 가짜 파파라치, 리얼리티 TV 프로그램이 텔레비전 스케줄을 채우는 빈도, 디지털 미디어, 소셜 미디어, 그리고 "명성의 의지"가 "새로운 대중 나르시시즘"을 일으키고 있다는 것을 보여주는 증거로 뒷받침된다. "새로운 대중적 자아도취의 시대가 새로운 미디어 형태로 변질되고 있다." 이 분석에서, 나르시시즘은 분리된 성격 유형의 병리학적 속성이라기보다는 제2차 세계 대전 종전 이후 전 세대의 구성적 문화적 특징으로 주장되어 왔다.
미국 문화가 나르시시즘이 강해지고 이것이 점점 문화상품에 반영되고 있다는 주장을 뒷받침하는 것으로 1987년부터 2007년까지의 미국 대중가요 가사를 분석한 것이 있다. 1인칭 단수 대명사 사용의 증가를 발견했는데, 이는 자아에 대한 더 큰 초점을 반영하고 반사회적 행동에 대한 언급이기도 하다. 같은 기간 동안, 다른 사람에게 초점을 맞추는 단어, 긍정적인 감정, 사회적 상호작용을 반영하는 단어가 감소했다. 다른 서양의 주에서도 비슷한 형태의 문화 생산 변화를 관찰할 수 있다. 노르웨이 신문의 언어학 분석 결과, 자기 중심적이고 개인주의적인 용어의 사용은 1984년과 2005년 사이에 69% 증가한 반면 집단주의 용어의 사용은 32% 감소한 것으로 나타났다. 미국의 인기 인쇄 매체에서 자아도취와 자존감에 대한 언급은 1980년대 후반부터 엄청난 인플레이션을 경험해 왔다.  1987년과 2007년 사이에 미국의 유력 신문과 잡지에서 자존감에 대한 직접적인 언급은 4,540% 증가한 반면, 1970년대 동안 거의 언론에 존재하지 않았던 나르시시즘은 2002년과 2007년 사이에 5,000회 이상 언급되었다.
나르시시즘의 차이에 대한 문화 간 연구는 드물다. 대신에, 나르시시즘과 개인주의 사이에는 긍정적인 연관성이 있고 그것들과 집단주의 사이에는 부정적인 연관성이 있기 때문에, 이러한 특징들은 몇몇 연구에서 나르시시즘의 대안으로 사용되어 왔다. 그러나, 이 접근법은 지나치게 고정된, 반대 범주를 만들기 위해 개인주의와 집단주의의 개념을 잘못 적용할 위험이 있다. 그럼에도 불구하고, 한 연구는 개인주의 문화인 미국과 집단주의 문화인 한국 사이의 광고 상품의 차이를 조사했다. 미국 잡지 광고에서, 개인의 독특함을 강조하는 경향이 더 크다는 것을 발견했다. 반대로 한국 잡지들은 사회적 순응과 조화의 중요성을 강조했다. 이 결과는 개인주의 국가 문화가 더 개인주의적인 문화 상품을 생산하고 집단주의 국가 문화가 더 집단주의적인 국가 상품을 생산하는 광범위한 문화적 산출물에 걸친 교차 문화 분석에 적용된다. 이러한 문화적 효과는 국내 문화권 내에서 개인 차이의 영향보다 더 컸다.

## 소설 속 나르시시즘
- 헨리 제임스의 소설 “메이지가 알고 있었던 일(1897)”에 나오는 메이지는 허영심 많고 자기 몰두적인 부모에 의해 무시당한다. 그녀의 부모가 이혼하고 새로운 파트너를 찾고 다시 바람을 피우는데, 메이지는 결국 도덕적인 가정부와 함께 살기로 결심한다.
- 샤를리즈 테론의 “영 어덜트(2011)” 캐릭터인 마비스 게리는 어린 아이와 결혼한 사이임에도 불구하고 고등학교 시절 애인을 훔치기 위해 고향으로 돌아가기로 모의하며, 글에서 주목이나 칭찬을 받지 못할 때 느끼는 공허함 등 많은 자아도취적 특성을 구현하고 있다.
- F. 스콧 피츠제럴드의 소설 “위대한 개츠비(1925)”의 동명 캐릭터인 제이 개츠비는 상류사회를 지향하는 자수성가한 미국인의 전형으로 자아 이상이 부풀려지고 파괴적이 되었으며 거대한 거짓말과 허술한 현실감각, 타인의 착취적 음모가 된 병적인 나르시시스트로 묘사됐다.

## 같이 보기
- 과대망상
- 교만
- 더닝-크루거 효과
- 오만 (자기애)
- 자기 고양적 편견
- 나르키소스
- 파라노이아
- 성격장애
- 이기주의
- 개인주의
- 공황
- 자기애성 인격장애
- B군 성격장애 (자기애성, 반사회성)